# جيمس كونواي
جيمس كونواي (بالإنجليزية: James Conway)‏ هو لاعب كرة القدم الغالية بريطاني، ولد في 31 مارس 1981.